# Kenneth Howard, I conte di Effingham
Kenneth Howard (29 novembre 1767 – 13 febbraio 1845) è stato un nobile e militare britannico.

## Biografia
Era figlio di Henry Howard (1751 – 1811), figlio a sua volta del generale-luogotenente Thomas Howard e discendente di William Howard, I barone Howard di Effingham. Sua madre Maria Mackenzie (1751 – 1826) era nipote di William Mackenzie, V conte di Seaforth e di Alexander Stewart, VI conte di Galloway.
Dal 1781 al 1786 Howard fu paggio d'onore di Giorgio III del Regno Unito.

### Carriera militare
Entrò a far parte dei Coldstream Guards il 21 aprile 1786 e prestò servizio col suo reggimento nelle Fiandre dal febbraio del 1793 al maggio del 1795, rimanendo ferito a Saint-Amand-les-Eaux l'8 maggio 1793.
Venne promosso a luogotenente e capitano il 25 aprile 1793, capitano-luogotenente e luogotenente-colonnello il 30 dicembre 1797, e brigadiere-maggiore della fanteria il 17 aprile 1798. Sedò una rivolta in Irlanda nel 1798 e partecipò ad una spedizione guidata dal duca Federico Augusto di Hannover nei Paesi Bassi nel 1799. Fu presente inoltre ad ogni azione della campagna olandese.
Venne nominato capitano e luogotenente-colonnello il 25 luglio 1799 e fu ispettore generale delle truppe straniere che presero servizio sotto la corona britannica. Diede le dimissioni da questo incarico per ricevere la nomina a colonnello e aiutante di campo del re il 1º gennaio 1805. Divenne secondo maggiore del suo reggimento il 4 agosto 1808, e maggiore-generale il 25 luglio 1810.
Nel gennaio del 1811 Howard prese il comando di una brigata della prima divisione succedendo a Sir William Erskine. Il luglio seguente fu trasferito alla seconda divisione, che egli comandò come ufficiale senior sotto il generale Lord Hill fino all'agosto del 1812. Nel novembre di quell'anno venne scelto per comandare la prima brigata delle guardie della prima divisione, ed ebbe il pieno potere di quella divisione sotto il generale Sir John Hope dal giugno 1813 fino alla fine della guerra.
Fu presente alla Battaglia di Fuentes de Oñoro, di Arroyo de Molinos e di Almaraz. Prese continuamente parte alle operazioni di frontiera (1813–14) e ricevette la medaglia per la Battaglia di Vitoria e la battaglia della Nive.
Dopo la guerra fu nominato luogotenente-governatore di Portsmouth, con comando del distretto di sud-est.
Gli impegni inerenti a questo luogo gli impedirono di unirsi all'esercito in Belgio, ma dopo la battaglia di Waterloo prese il posto di comando della prima divisione dell'esercito britannico durante l'occupazione di Parigi, con il grado di luogotenente-generale.

### Famiglia
Howard succedette a suo cugino di terzo grado Richard Howard come barone Howard di Effingham nel 1816. Nel 1837 venne creato conte di Effingham.
Sposò Lady Charlotte Primrose (c. 1776 – 1864), figlia di Neil Primrose, III conte di Rosebery, il 27 maggio 1800. Dal matrimonio nacquero cinque figli:
- Lady Charlotte Howard (30 ottobre 1803 – 8 marzo 1886);
- Henry Howard, II conte di Effingham;
- Lady Charles Howard (6 dicembre 1807 – 8 marzo 1882);
- Lady Arabella Georgina Howard (25 gennaio 1809 – 10 dicembre 1884), sposò Francis Baring, I barone Northbrook;
- Reverendo Hon. William Howard (23 aprile 1815 – 12 maggio 1881).